# Medetera insignis
Medetera insignis är en tvåvingeart som beskrevs av Girschner 1888. Medetera insignis ingår i släktet Medetera och familjen styltflugor. Inga underarter finns listade i Catalogue of Life.